# Všechovice (Olomouc)
Všechovice (in tedesco Wschechowitz) è un comune della Repubblica Ceca facente parte del distretto di Přerov, nella regione di Olomouc.